# Neue Slowenische Kunst
Neue Slowenische Kunst (njemački za "Nova slovenska umjetnost"), također i NSK, je kontroverzna politička umjetnička skupina osnovana u Sloveniji 1984. 
Sâm je naziv NSK njemački i kompatibilan je s temom NSK radova: složene veze koje su Slovenci imali s Nijemcima. Naziv NSK-ova glazbenog krila Laibach također je njemački naziv za glavni grad Ljubljanu i doveo je do polemika jer je podsjećao na ne tako davnu njemačku okupaciju Slovenije u Drugom svjetskom ratu, ali i na nekoliko posljednjih stoljeća kada je Slovenija bila dio Austrijskog Carstva.

## Sastav
NSK-ov najpoznatiji član je bio glazbeni sastav Laibach. Drugi NSK sastavi bili su IRWIN (vizualna umjetnost), kazalište Gledališče sester Scipion Nasice, Novi zajednički studio (grafička umjetnost), Retrovizija (film i video) i Odsjek čiste i primijenjene filozofije (teorija). Osnivačke skupine bili su Laibach, IRWIN i Gledališče sester Scipion Nasice. Članstvo je bilo otvoreno i pristupačno svim umjetničkim skupinama koje bi se suprotstavljale tabuima i normirajući slovenski nacionalni identitet.

## Osobine
Umjetnost NSK-a je blisko povezana s totalitarističkim ili nacionalističkim pokretima, često prisvajajući totalitaristički kič vizualnog dadaističkog stila. NSK umjetnici koriste često simbole različitih (i često inkompatiblinih) političkih ideologija. 1987. je poster koji je NSK dizajnirao izazvao skandal pobjeđujući na natjecanju za proslavu Dana mladosti. Poster je bilo slika nacističkog umjetnika Richarda Kleina, na kojem je zamijenjena zastava nacističke Njemačke sa zastavom SFRJ-a i njemačkog sokola s golubicom. Započeto kao šala, sliku je vlada okarakterizira kao prekršaj, poredeći je sa slikom maršala Josipa Broza i Adolfa Hitlera koja je bila na naslovnici Mladine a taj broj je bio zabranjen.
Djela IRWIN-a i Laibach-a se mogu tumačiti kao kolektivni a ne indivudualni rad. Laibachove pjesme i aranžmani su uvijek bili povezani s kolektivom; a sami glazbenici nisu spomenuti na omotima albuma. Jedno vrijeme bila su dva Laibach sastava koja su neovisno išla po turnejama, oba sastavljena od članova originalnog sastava. Slično, umjetnici IRWIN-a nisu nikada potpisivali svoje radove kao pojedinci.
NSK je bio tema dokumentarnog filma iz 1996., za koji je scenarij napisao i režirao Michael Benson, nazvan Prerokbe Ognja na slovenskom, preveden kao Predictions of Fire na engleski. Među intervjuiranima bio je i slovenski intelektualac i filozof Slavoj Žižek.

## NSK Država
Od 1991., NSK tvrdi da je osnovao neovisnu državu, sličnu mikronacijama. Izdavali su putovnice, svoj rad su predstavljali kao veleposlanstvo a imali su čak i konzulate u nekoliko gradova uključujući i Umag, (od 1994). NSK je izdavao također poštanske marke.  Laibach, je 2006., snimio himnu NSK države koja se nalazi na LP "Volk." "Himna" za melodiju je preuzeta iz druge Laibachove pjesme, "The Great Seal." Laibachova inačica NSK himne sadrži i recitaciju uzetu iz poznatog govora Winstona Churchilla;  "We shall never surrender" (hr. Nikada se nećemo predati).
Putovnica NSK je samo umjetnički projekt i nije valjana za putovanja. Ipak, dosta očajnih osoba prevareno je jer su imale NSK putovnicu, misleći da s njom mogu putovati. Većina prevarenih osoba bila je podrijetlom iz Nigerije i Egipta.
Prvi građanski NSK kongres održan je u Berlinu 2010. Slijedio je "NSK Rendez-Vous" održan u Lionu, gdje je Alexei Monroe otkrio The Captain Spaulding's Bizarre Freaky Circus Cilj Laibacha i NSK-a bio je da ljudi postanu svjesni da totalitarizan nije samo diskretni povijesni fenomen iz perioda 1933. do 1989. već da postoji i poslije tog perioda.
Drugi "NSK Rendez-Vous"  održan je u Londonu 26. veljače, 2011., dok treći "NSK Rendez-Vous" je održan od 1. do 3. veljače u 
Muzeju moderne umjetnosti u New Yorku.

## Vanjske poveznice
- Službena stranica NSK-a
- Predictions of Fire u internetskoj bazi filmova IMDb-a